# 片町 (取手市)
片町（かたまち）は、茨城県取手市の地名。郵便番号300-1513。

## 地理
取手市東部に位置する。北は小貝川を挟んで大曲、東から南にかけて宮和田、西は藤代に隣接する。西縁の藤代地内に東北から西南に細長い飛地を持つ。

### 河川
- 小貝川

### 市内の同名地名
取手市内の旧取手市域にも「片町」と呼ばれる地名が存在していた。大字取手の小字であり、「大字取手字片町甲」と表記されることもあったが、「片町」部分は省略されることもあった。1975年に新住居表示制度施行で東1 - 5丁目となり、ほとんど使われることがなくなったが、現在でも関東鉄道バス・大利根交通バス・ことバス（コミュニティバス）の「片町」バス停や、東4丁目にある公園「片町青少年広場公園」にその名を留めている。現在は使用されていない町名であり、藤代町が取手市への編入合併の際に重複として考慮はされなかった。

## 世帯数と人口
2017年（平成29年）6月30日現在の世帯数と人口は以下の通りである。
| 大字 | 世帯数  | 人口  |
| ---- | ------- | ----- |
| 片町 | 208世帯 | 410人 |

## 施設
- 藤代郵便局

## 交通

### 鉄道
鉄道は当地内を通っていないが、常磐線藤代駅が至近にある。

### 道路
- 国道6号
- 茨城県道208号長沖藤代線
- 茨城県道251号守谷藤代線
- 茨城県道270号藤代停車場線